# Ponte (metrica)
Nella metrica classica un ponte o zeugma (in greco antico: ζεῦγμα?, zêugma, in latino zeugma) è un punto di una sequenza metrica, tipicamente un verso, in cui la fine di parola (dove per parola si intende un complesso formato da una parte significativa del discorso e da altre parti del discorso, le cosiddette appositive, che ad essa si saldano strettamente) viene tendenzialmente evitata.
I fenomeni opposti al ponte sono quelli della cesura (una fine di parola che tende a cadere all'interno di un gruppo metrico elementare) e della dieresi (una fine di parola che tende a cadere alla fine di un gruppo metrico elementare).
I ponti (così come le cesure e le dieresi) vengono di solito individuati per mezzo di analisi statistiche effettuate sul corpus dei testi antichi disponibili e prendono spesso il nome dal primo metricista che li ha individuati.
Tra i ponti più importanti della metrica classica si segnalano
- nell'esametro dattilico:
  - il ponte di Hermann (vieta fine di parola tra il primo e il secondo elemento breve del quarto piede dattilico);
  - il ponte di Hilberg a partire dall'età ellenistica (vieta fine di parola dopo il secondo piede dattilico, se è realizzato da uno spondeo);
  - il ponte di Naeke o ponte bucolico a partire dall'età ellenistica (vieta fine di parola dopo il quarto piede dattilico, se è realizzato da uno spondeo);
  - il ponte di Tiedke-Meyer a partire dall'età ellenistica (vieta fine di parola contemporaneamente dopo l'elemento lungo del quarto piede dattilico e dopo l'elemento lungo del quinto piede dattilico);
- nel trimetro giambico greco:
  - il ponte di Porson (vieta fine di polisillabo con sillaba lunga davanti al cretico finale).